# Британско-гамбийские отношения
Британско-гамбийские отношения — двусторонние дипломатические отношения между Великобританией и Гамбией. Отношения были установлены 18 февраля 1965 года.

## История отношений
Великобритания и Франция вели борьбу за контроль над регионами Гамбии и Сенегала на протяжении 17-18 веков. Владение территорией реки Гамбия было передано Великобритании по Версальскому договору 1783 года , за исключением небольшого французского анклава, который был передан позже.
Долгое время Гамбия была колонией Британской империи, но 18 февраля 1965 года Гамбия получила независимость, тогда дипломатические отношения и были установлены.

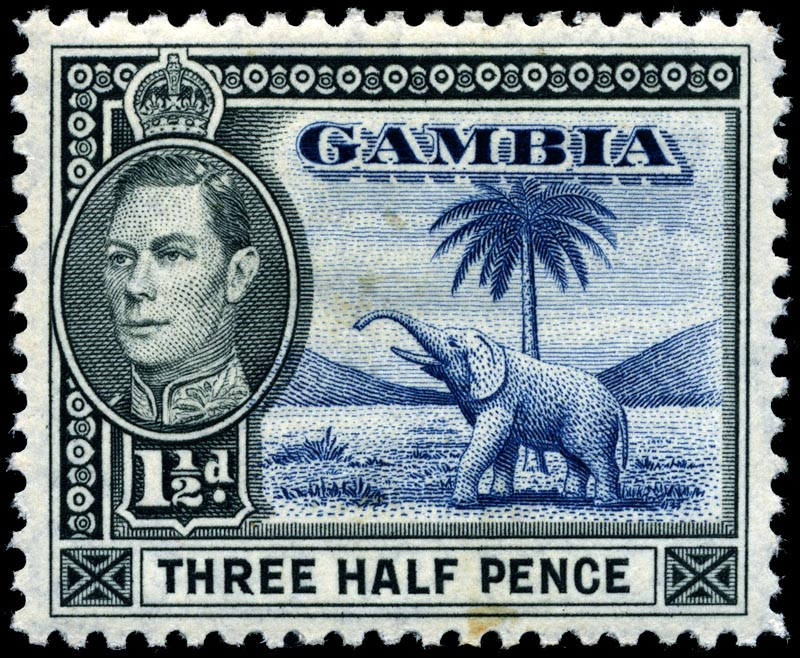
Марка Гамбии номиналом 1,5 пенса 1944 года.

## Торговля

### Экспорт Гамбии в Великобританию
В 2021 году Гамбия экспортировала в Великобританию 3,63 миллиона долларов. Основные продукты экспорта в Великобританию: тропические фрукты (1,71 миллиона долларов), бобовые (997 тысяч долларов) и овощи (652 тысячи долларов). За последние 26 лет экспорт Гамбии в Великобританию снизился в годовом исчислении на 2,36%, с 6,76 млн долларов в 1995 году до 3,63 млн долларов в 2021 году.

### Экспорт Великобритании в Гамбию
В 2021 году Великобритания экспортировала в Гамбию 40,9 миллиона долларов. Основные товары экспорта в Гамбию: прочая мебель (6,68 миллиона долларов), пластиковые предметы домашнего обихода (3,33 миллиона долларов) и изолированный провод (2,71 миллиона долларов). За последние 26 лет экспорт Великобритании в Гамбию увеличился в годовом исчислении на 1,59%, с 27,1 млн долларов в 1995 году до 40,9 млн долларов в 2021 году.

## Дипломатические миссии
- У Великобритании есть высокая комиссия в Банжуле[3]
- У Гамбии есть высокая комиссия в Лондоне[4]